# 埃莫西約種橙人
埃莫西約種橙人（西班牙語：Naranjeros de Hermosillo）是隸屬於墨西哥太平洋聯盟的棒球隊，成立於1945年，主場位於索諾拉州埃莫西約。
埃莫西約種橙人是墨西哥太平洋聯盟中最成功的球隊之一，擁有16座冠軍頭銜，他們也是第一支贏得加勒比海大賽冠軍的墨西哥球隊。

## 外部連結
- 官方網站 （页面存档备份，存于）